# Camaricus pulchellus
Camaricus pulchellus är en spindelart som beskrevs av Simon 1903. Camaricus pulchellus ingår i släktet Camaricus och familjen krabbspindlar.
Artens utbredningsområde är Vietnam. Inga underarter finns listade.